# Massive Attack (песен на Ники Минаж)
Massive Attack е дебютната песен на Ники Минаж. В песента също така участва и Шон Гарет. Преди да направи песента тя е правила микс касети.

## Видео
Ники почна да заснема видеото на 16 март 2010 г. В него участват и Амбър Роуз

## Дата на издаване
- САЩ – 13 април 2010[2]
- Бразилия – 16 април 2010[3]

## Позиции в музикалните класации
- САЩ (Bubblin Under Hot 100 Singles – Billboard) – 22
- САЩ (Hot R&B/Hip-Hop Songs – Billboard) – 65